# Démence précoce
 Mise en garde médicale
La démence précoce (Dementia praecox) ou démence juvénile est l'« ancêtre de la schizophrénie ». En médecine, son histoire commence chez les aliénistes (Pinel et Esquirol) qui l'observent comme une forme de démence, susceptible d'apparaître notamment à l'adolescence. Le concept classique de la Dementia praecox est surtout développé par Emil Kraepelin dans son Manuel Psychiatrie (1883-1893). La « démence précoce » sera renommée « schizophrénie » par Eugen Bleuler en 1911.  

## Élaboration du concept au XIXe siècle
La « démence précoce » est l'« ancêtre de la schizophrénie », écrit Jérémie Sinzelle. Le concept en est construit d'après les travaux de l'aliéniste Philippe Pinel sur la démence. Esquirol observe ce genre de démence « aux différents âges, dont l’adolescence », et Morel forme l’expression « démence précoce » en 1852. Kahlbaum forge la catatonie et l’hébéphrénie, qui vont être ensuite redéfinies par Pick « comme des formes modifiées de démence précoce ». Kraepelin développe la notion de  Dementia praecox dans les différentes éditions de son Manuel Psychiatrie : ein Lehrbuch für Studierende und Ärzte (1883-1913), en y ajoutant des recherches ainsi que des statistiques, « et en la présentant comme une maladie de la volonté ». Cette description considérée désormais comme « classique » sera renommée par Bleuler en schizophrénie.
Au début des années 1870 le psychiatre écossais Thomas Clouston (en) (1840-1915) introduit le terme « adolescent insanity » (folie des adolescents) pour décrire des états psychotiques à caractère familial affectant les jeunes hommes entre 18 and 24 ans et évoluant vers la démence dans un tiers des cas.
La forme latine (Dementia praecox) est utilisée pour la première fois en 1891 par Arnold Pick (1851–1924), neuropsychiatre allemand de l'université Charles de Prague, précise J. Hoenig.

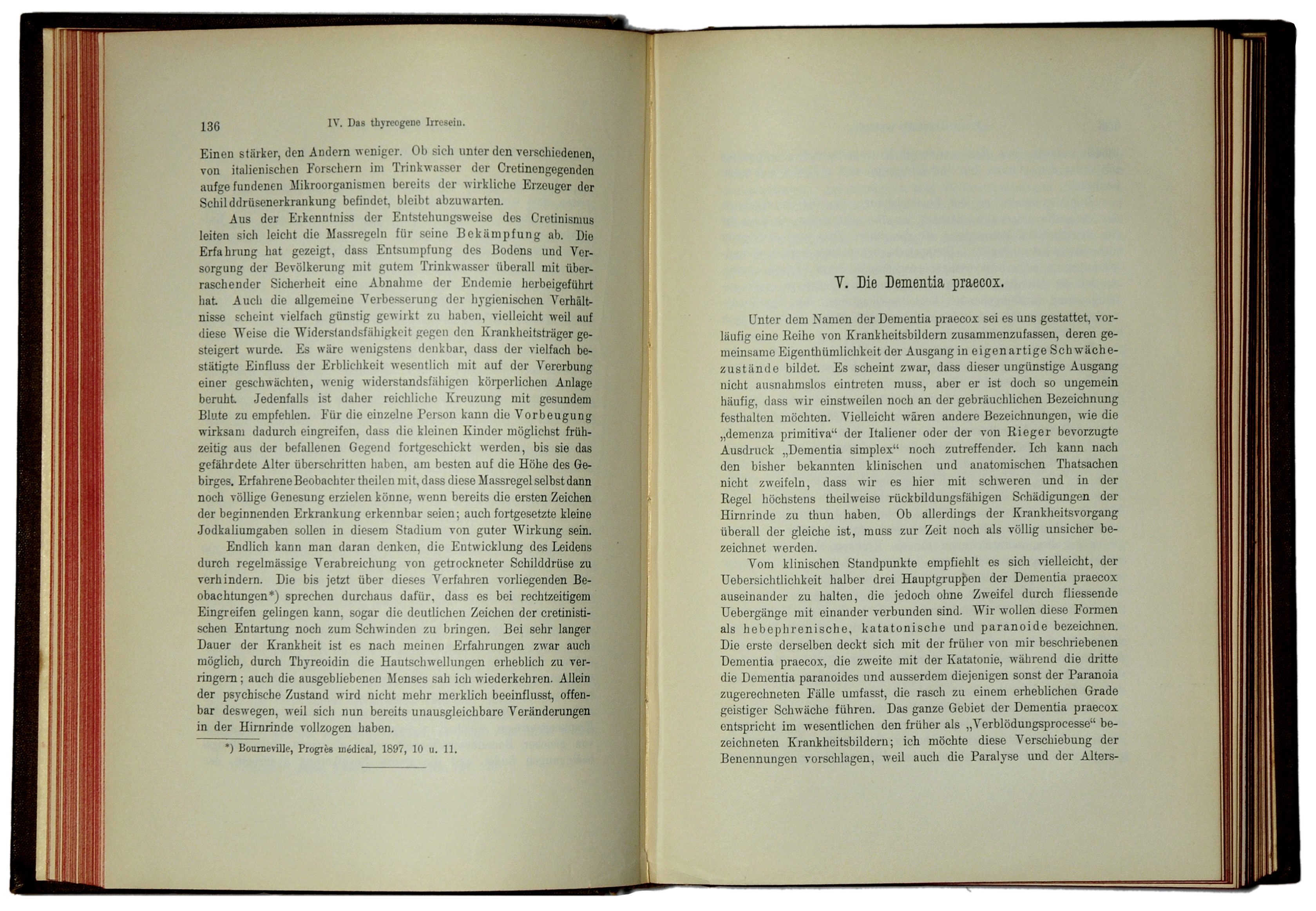
Emil Kraepelin, Dementia praecox, 1899

## Le travail de Kraepelin
Les huit éditions du Traité de psychiatrie d'Emil Kraepelin, publiées de 1883 à 1915, sont « un travail colossal »,  qui se nourrit de débats entre les écoles française et allemande. Régis Patouillard en retient la sixième édition de 1899, dans laquelle « la dementia praecox regroupe désormais les trois formes cliniques hébéphrénique, catatonique et paranoïde, et englobe la quasi-totalité de la paranoïa ».  L’école française va s'élever contre, en particulier  Jules Séglas (1856-1939), Paul Sérieux (1864-1947) et Joseph Capgras (1873-1950).
Kraepelin prendra acte de ces critiques dans la huitième édition (1909-1915), en réduisant la catégorie des états paranoïdes, révision que l'école française adoptera.

## Évolution moderne du concept
Une authentique détérioration cognitive est constatée chez une proportion notable de patients schizophrènes, ayant comme caractéristique la réversibilité sous traitement neuroleptique, à la différence des états démentiels organiques auxquels est réservé le qualificatif de démences dans le vocabulaire médical contemporain.